# 28 Stories über Aids in Afrika
28 Stories über Aids in Afrika ist ein Buch der kanadischen Journalistin Stephanie Nolen. Es erschien 2007 in englischer Originalausgabe in Kanada unter dem Titel 28 Stories of Aids in Africa sowie zeitgleich in den USA, Großbritannien, Frankreich, den Niederlanden, Australien und Deutschland. Thema des Buches ist die AIDS-Epidemie in Afrika. Nach Schätzungen von UNAIDS waren Ende 2006 etwa 28 Millionen Menschen in Afrika mit HIV infiziert. Jede Geschichte steht stellvertretend für eine Million Infizierter.

## Inhalt
Das Buch stellt die Lebensgeschichten von 28 Männern, Frauen und Kindern vor, die meist selbst von der Krankheit betroffen sind. Die Porträts nimmt die Autorin zum Anlass, über die Bedingungen für die Ausbreitung von Aids in Afrika zu informieren. Durch die Auswahl der Informationen und die Anordnung der Lebensporträts ergibt sich so ein facettenreiches Bild der Ursachen und Folgen der Krankheit. Hauptanliegen des Buches ist es, mehr Aufmerksamkeit auf das vermeidbare Sterben der Infizierten zu lenken. Nur etwa eine von vier Millionen bereits an AIDS erkrankten Afrikanern hatte Ende 2006 Zugang zu den lebenserhaltenden antiretroviralen Medikamenten. Unbehandelt führt AIDS nach kurzer Zeit zum Tod.

## Rezeption
Das Buch war in Kanada ein Verkaufserfolg und wurde auf den Bestsellerlisten der Tageszeitungen The Globe and Mail und Toronto Star sowie bei der Wochenzeitung Maclean’s zwischenzeitlich unter den fünf meistverkauften Sachbüchern in Kanada geführt.
Nach einem Besuch der Autorin in Deutschland erschien ein Interview zum Buch in der Frankfurter Allgemeinen Sonntagszeitung, das später von Spiegel Online wiedergegeben wurde. Ein weiteres Interview erschien im Stern. Der WDR, der NDR und Deutschlandradio Kultur stellten das Buch in ihren Hörfunkprogrammen vor.

## Ausgaben
- Stephanie Nolen: 28 Stories über Aids in Afrika. Piper, München 2007, ISBN 978-3-492-05014-2.
- Stephanie Nolen: 28 Stories of Aids in Africa. Knopf, Toronto 2007, ISBN 978-0-676-97822-3.